# Sydstaterna

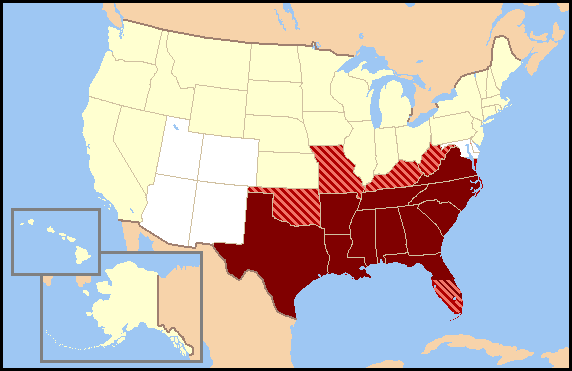
Sydstaterna i mörkrött. Randiga områden räknas in beroende på definition.

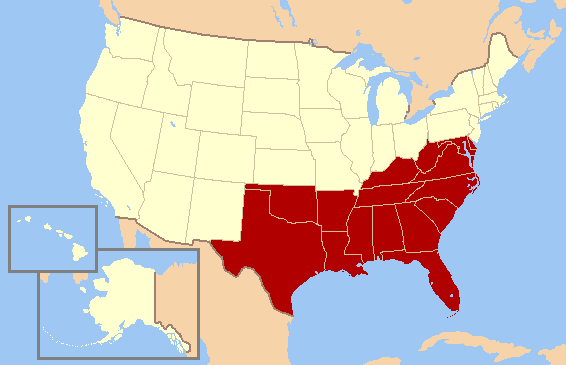
Sydstaterna såsom de är definierade av den federala myndigheten United States Census Bureau.

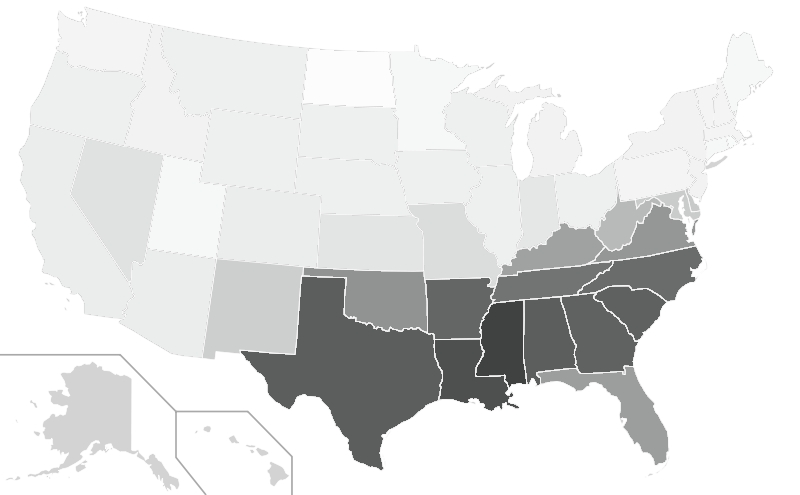
Förekomst av det dialektala uttrycket y'all, som brukar räknas som typiskt för sydstatsengelska.

Sydstaterna (engelska: formellt Southern United States, informellt The South – "Södern"; även Dixieland eller bara Dixie, samt Anglo-Saxon Southland – "anglosaxiska Sydlandet", eller endast Southland – "Sydlandet") är en benämning på den sydöstra delen av USA. Det kan definieras som
1. de delstater i USA där slaveri var tillåtet[1]
2. de delstater som anslöt sig till Amerikas konfedererade stater och gjorde uppror mot den federala statsmakten i Washington, D.C. som följde efter anfallet mot Fort Sumter 1861 som snart utvecklade sig till amerikanska inbördeskriget.[2]

I sydstaterna har plantagejordbruk för grödor som sockerrör, tobak och bomull varit viktigt för ekonomin. Industrialiseringen kom i allmänhet senare än i norra USA.
Vidare talas här sydstatsengelska, engelska med sydliga dialekter eller med sydlig accent, till skillnad från övriga USA, där man (med undantag för New England och New York) talar en engelska som ofta benämns "General American English".
De sydöstligaste av sydstaterna, utom Florida, brukar räknas som den "Djupa Södern" (the Deep South), ett område där de sydliga kulturella särdragen är som tydligast.

## Lista över sydstaterna
- Texas
- Arkansas
- Louisiana
- Mississippi
- Alabama
- Tennessee
- Georgia
- Florida
- North Carolina
- South Carolina
- Virginia
- Oklahoma (delstatsrättigheter först 1907)

### Gränsstaterna
- Missouri
- Kentucky
- West Virginia (blev en delstat ur västra delarna av Virginia för att befolkningen där var Unionen mer trogen)
- Maryland
- Delaware